# Co Rowold
Co Rowold (Hilversum, 11 februari 1977) is een Nederlands presentator, saxofonist en muzikant.
Rowold begon zijn tv-carrière in 1999 bij Veronica, waar hij samen met Cindy Pielstroom het programma Gameforce 1 presenteerde. Dit gameprogramma werd elke zaterdagmiddag uitgezonden.
Daarna werkte Rowold korte tijd bij een platenmaatschappij als radio- en tv-promotor totdat hij in 2002 benaderd werd als presentator voor het dagelijkse jongerenmagazine Kinktv van Veronica. Hierin doet hij onder andere veel interviews met zowel binnenlandse als buitenlandse artiesten (van Avril Lavigne tot Soulvation). Ook presenteert hij het uitgaansitem ‘Het is uit’ op locatie.
Voor MTV maakte Rowold samen met zijn beste vriend Rogier Cornelisse de reallife-roadmovie The Trip. In negen afleveringen is te zien hoe Rowold en Cornelisse in 21 dagen zonder geld van de Noordkaap naar Gibraltar reizen. Hun tegenstanders Steffen Haars en Flip van der Kuil moesten precies de omgekeerde route afleggen. Ze filmden onderweg zelf hun belevenissen met twee kleine handcamera's en monteerden bij thuiskomst ook zelf het eindresultaat. Het programma was in het najaar van 2003 op de buis. Al snel bleek dit het best bekeken programma op MTV Nederland en werd de serie ook in andere landen in Europa uitgezonden. Begin 2004 werd het programma door BNN onderscheiden met de Bart Award als het meest innovatieve en creatieve jongerenprogramma dat in 2003 op de Nederlandse televisie te zien was.
Rowold presenteerde samen met Sita van 2004 tot 2006 een live kinderprogramma op de zaterdag bij Jetix, genaamd The Max. Hij heeft samen met haar ook twee singles uitgebracht, die tevens de leadermuziek vormden van The Max en van ZOOP. In het voorjaar van 2004 presenteerde Rowold de reportageserie Making Zoop over de nieuwe jongerensoap ZOOP op Nickelodeon.
Vanaf maart 2007 verving hij Tanja Jess in het Veronica-programma Temptation Island.

## Discografie

### Singles
| Single met eventuele hitnotering(en) in de Nederlandse Top 40 | Datum van verschijnen | Datum van binnenkomst | Hoogste positie | Aantal weken | Opmerkingen |
| ------------------------------------------------------------- | --------------------- | --------------------- | --------------- | ------------ | ----------- |
| Dance the night away                                          | 2004                  | 5-6-2004              | 36              | 2            | met Sita    |
| To the max                                                    | 2005                  | 9-7-2005              | 19              | 4            | met Sita    |